# 耶律永安
耶律永安，耶律留哥的幼子，姚里氏所生。
耶律留哥投靠大蒙古国之后，在辽东建立东辽国政权。1219年年，耶律留哥去世，鐵木哥斡赤斤承制授姚里氏佩虎符。权领事者七年。1226年，姚里氏挈次子耶律善哥、耶律铁哥、耶律永安及从子耶律塔塔儿，孙耶律收国奴，入觐成吉思汗。成吉思汗让入质的耶律薛阇袭爵，留下耶律善哥、耶律塔塔儿、耶律收国奴，耶律永安跟随姚里氏东归。